# Amaliagrottan

Amaliagrottan är en grotta i kanten av Korpaberget, Pelarne socken, Vimmerby kommun längs branten ned mot Försjön.
Grottan består av stora block som fallit ned från klippbranten ovanför, grottan rymmer 25-30 personer invändigt. Ovanför grottan går ett klipptak 10-12 meter ut från branten och bildar ett överhäng. Enligt lokala sägner skall ett brudpar ha gömt sig i grottan.